# Alena schremmeri
Alena schremmeri är en halssländeart som beskrevs av U. Aspöck et al. 1994. Alena schremmeri ingår i släktet Alena och familjen ormhalssländor. Inga underarter finns listade i Catalogue of Life.